# Lillo
Lillo – gmina w Hiszpanii, w prowincji Toledo, w Kastylii-La Mancha, o powierzchni 151,4 km². W 2011 roku gmina liczyła 3114 mieszkańców.
W Lillo urodziła się bł. Maria Sagrario od św. Alojzego Gonzagi (1881-1936) karmelitanka.